# Nada Gspan Prašelj
Nada (Nadežda) Gspan Prašelj, slovenska slavistka, germanistka in bibliotekarka, * 7. oktober 1927, Maribor, † 25. november 2009, Ljubljana.
Leta 1967 je  za delo Bibliografija založbe Mladinska knjiga: 1945–1965 skupaj z Bogomilom Gerlancem prejela Levstikovo nagrado. Večino časa je službovala na Inštitutu za slovensko literaturo in literarne vede pri SAZU, tako kot njen mož, Alfonz Gspan.